# 伊塞奧湖
伊塞奧湖（義大利語：Lago d'Iseo）是意大利的湖泊，位於該國北部，由倫巴底負責管轄，長25公里，面積65.3平方公里，集水區面積1,777平方公里，海拔高度181米，平均水深124米，最大水深251米。

## 外部連結
- Photos and information about Lake Iseo（页面存档备份，存于）
- Info Monteisola
- Lake Iseo Information
- 维基共享资源上的相關多媒體資源：Sebino